# Tritoma humeralis
Tritoma humeralis är en skalbaggsart som beskrevs av Fabricius 1801. Tritoma humeralis ingår i släktet Tritoma och familjen trädsvampbaggar. Inga underarter finns listade i Catalogue of Life.